# Отряд Беринга — Чирикова

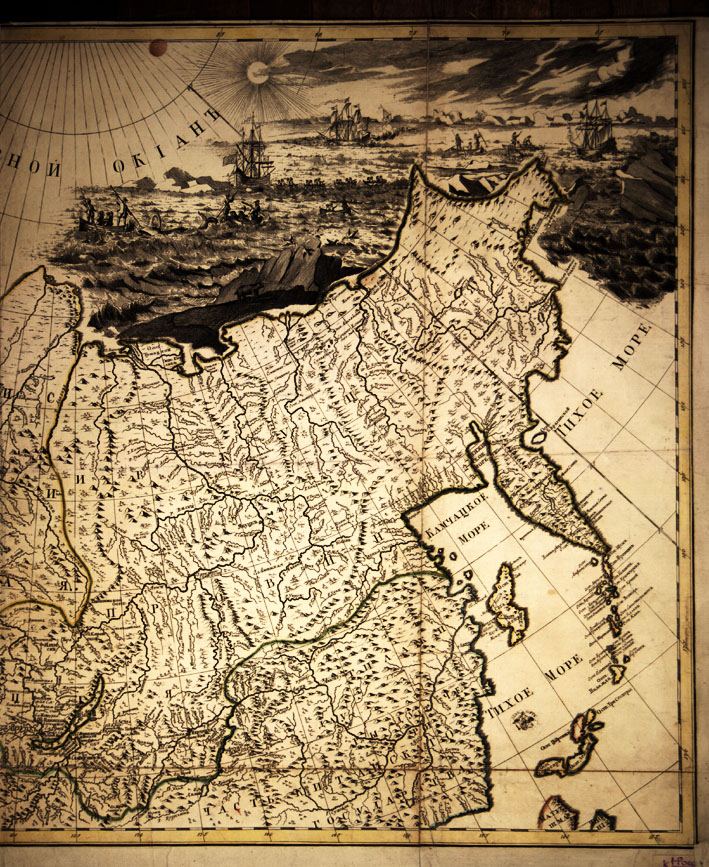
Русская карта Дальнего Востока (1745)

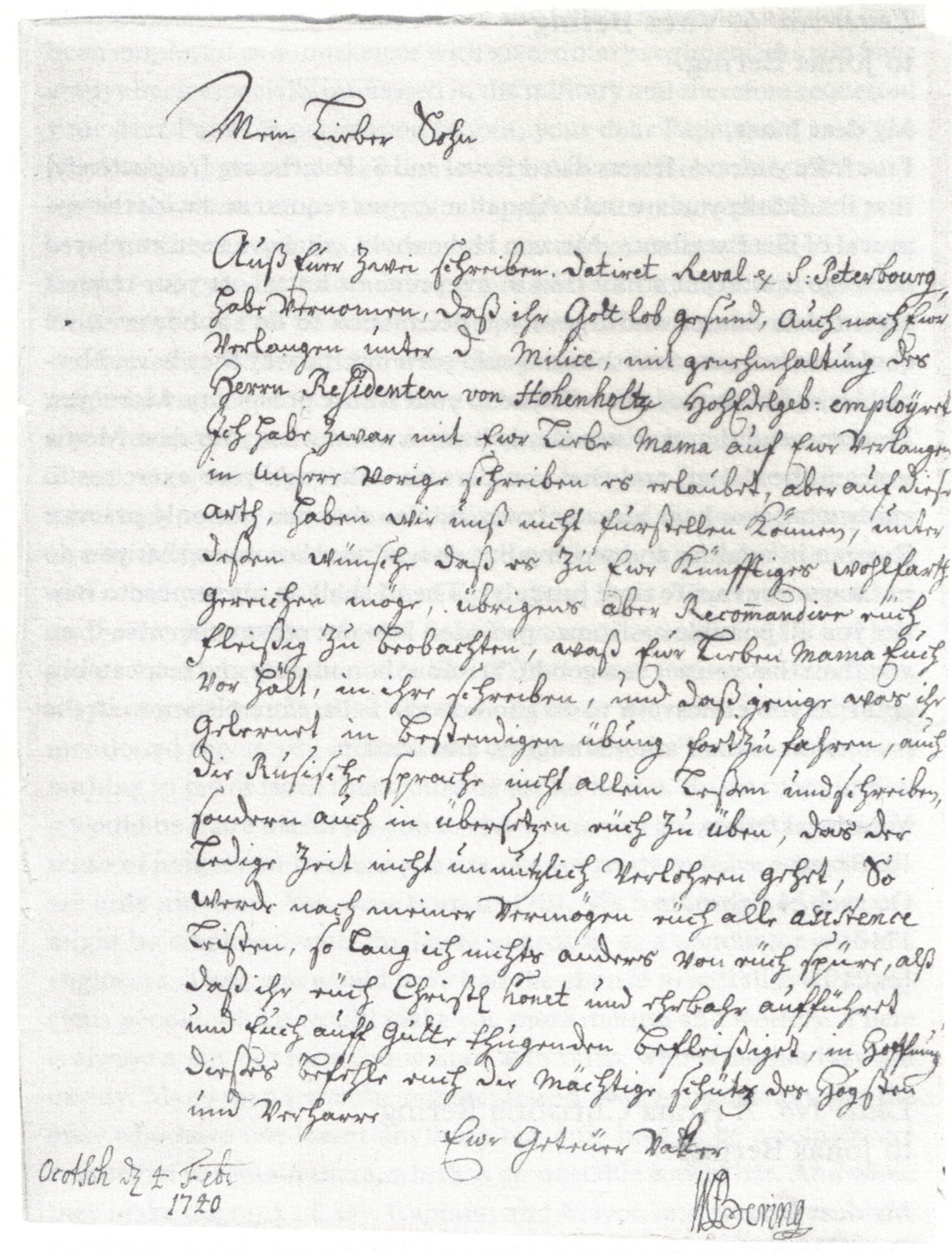
Письмо Беринга сыну Ионасу, написанное в Охотске в 1740 году

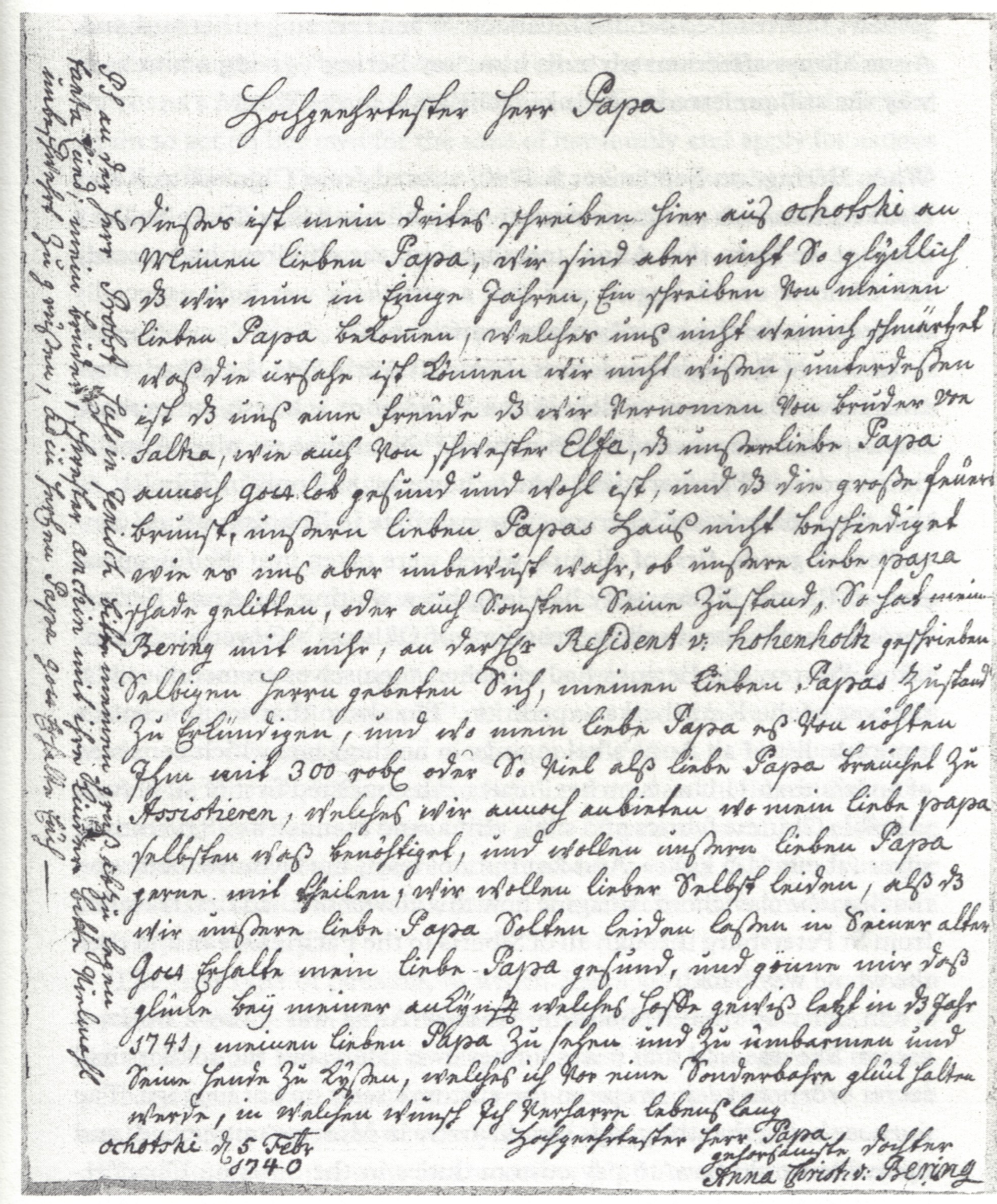
Письмо Анны Кристины Беринг отцу. Охотск. 1740 год

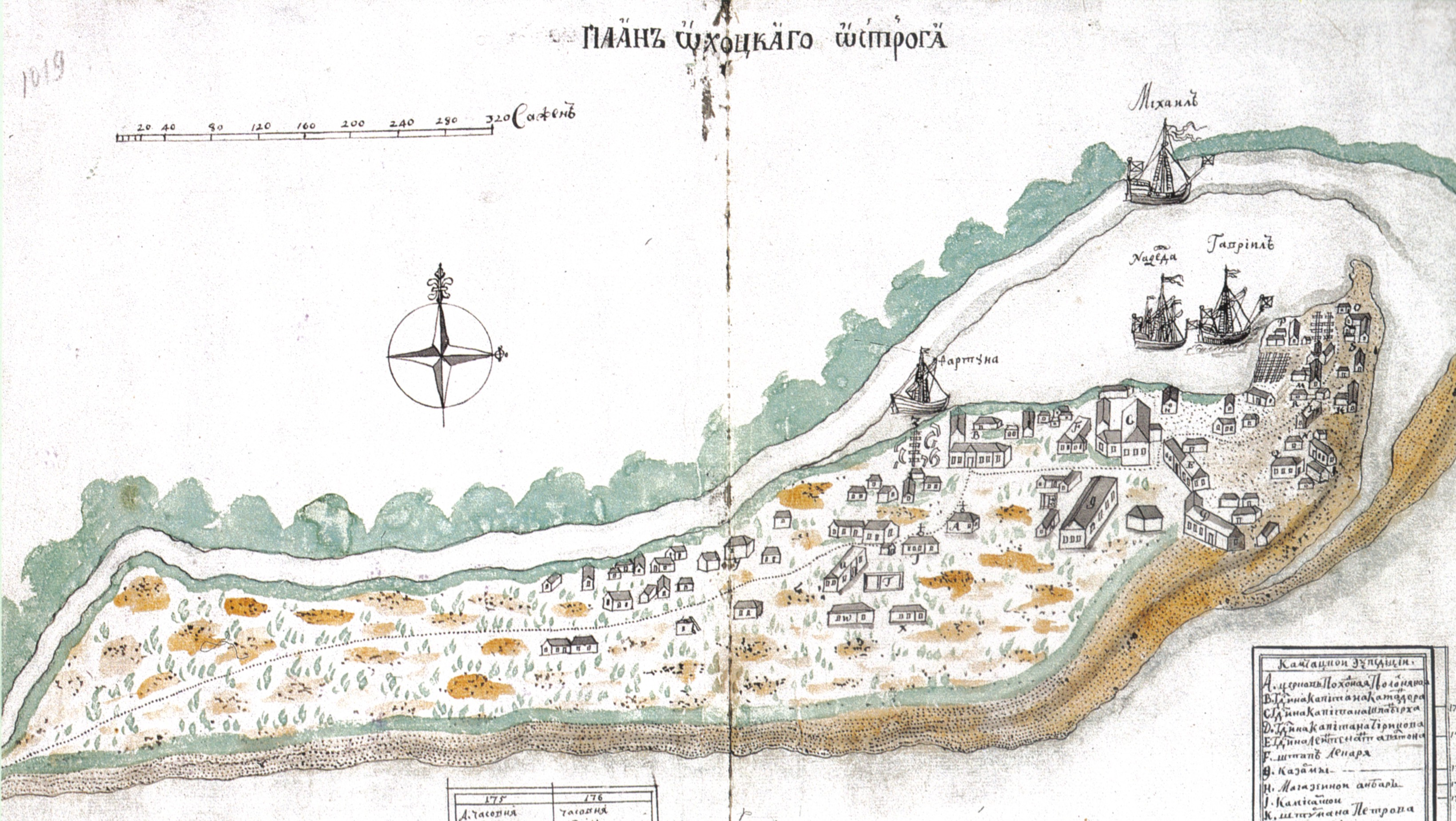
План Охотского острога. 1737 год

Экспеди́ция отря́да Бе́ринга—Чи́рикова проходила в рамках Великой Северной экспедиции.
Предприятие финансировалось Российским Адмиралтейством и преследовало более военно-стратегические цели, нежели научные — доказать существование пролива между Азией и Америкой и сделать первые шаги к переходу на американский континент.

## Начало Второй Камчатской экспедиции
Вернувшись в Санкт-Петербург в 1730 году из Первой Камчатской экспедиции, Витус Беринг представил докладные записки, в которых высказал уверенность в сравнительной близости Америки к Камчатке и в целесообразности завязывания торговли с жителями Америки. Дважды проехав через всю Сибирь, он был убеждён в том, что здесь можно добывать железную руду, соль и выращивать хлеб. Беринг выдвинул дальнейшие планы исследования северо-восточного побережья российской Азии, разведки морского пути к устью Амура и Японским островам, а также к американскому континенту.
В 1733 году Берингу было поручено возглавить Вторую Камчатскую экспедицию. Он и Алексей Чириков должны были пересечь Сибирь и от Камчатки направиться к Северной Америке для исследования её побережья. Мартыну Шпанбергу поручалось завершить картографирование Курильских островов и найти морской путь в Японию. Одновременно несколько отрядов должны были нанести на карты северное и северо-восточное побережье России от Печоры до Чукотки.
В начале 1734 года Беринг отправился из Тобольска в Якутск, где он провёл ещё три года, занимаясь заготовкой продовольствия и снаряжения. Здесь и позднее в Охотске ему приходилось преодолевать бездействие и сопротивление местных властей, не желавших помогать в организации экспедиции.
Лишь осенью 1740 года два пакетбота «Святой Пётр» и «Святой Павел» вышли из Охотска к восточному побережью Камчатки и в районе Авачинской губы экспедиция перезимовала в бухте, названной в честь судов Петропавловской. Здесь было заложено поселение, с которого начала свою историю столица Камчатки — город Петропавловск-Камчатский.

## Поход «Святого Петра»

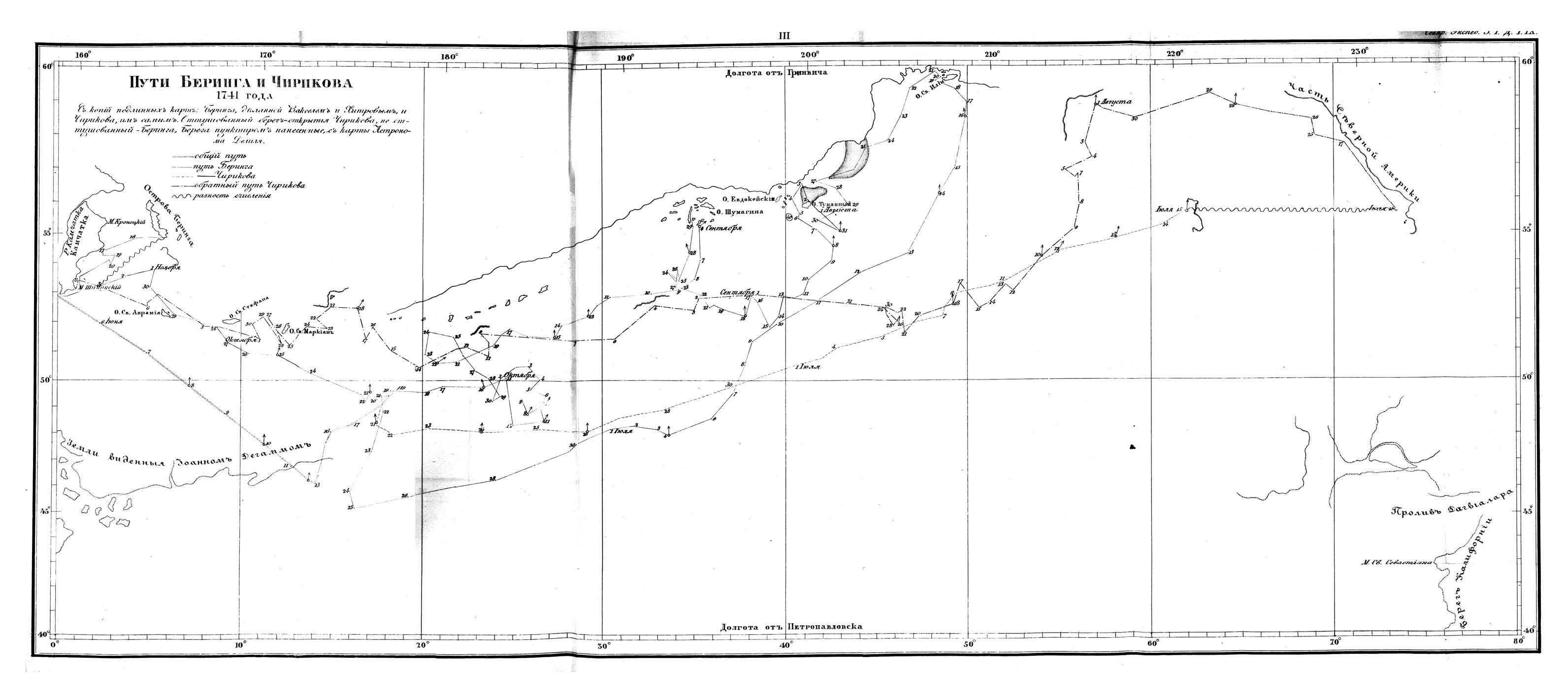
Пути Беринга и Чирикова, 1741 года.

4 июня 1741 года «Святой Пётр» под командованием Беринга и «Святой Павел» под командованием Чирикова вышли из Авачинской губы на Камчатке и отправились к берегам Америки. 20 июня в условиях шторма и густого тумана судна потеряли друг друга. После нескольких дней бесплодных попыток соединиться мореплавателям пришлось продолжать путь уже поодиночке.

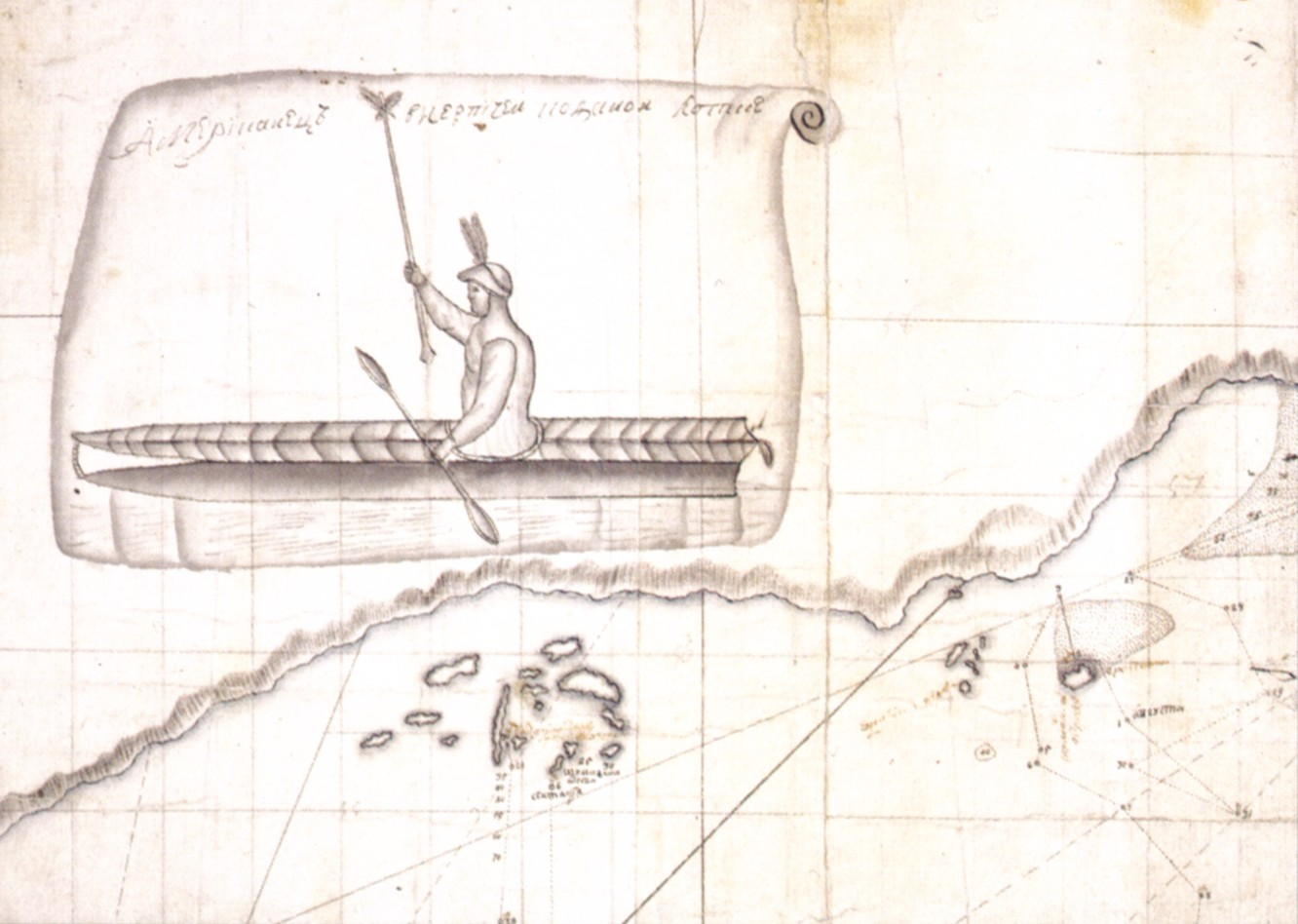
Встреча русских с алеутами (рисунок Свена Вакселя)

«Святой Пётр» достиг южного побережья Аляски 17 июля в районе хребта Святого Ильи. К тому времени Беринг уже плохо себя чувствовал, поэтому он даже не высадился на берег, к которому шёл столько лет. В районе острова Каяк команда ступила на американскую землю, пополнила запасы пресной воды, и судно стало продвигаться на юго-запад, время от времени отмечая к северу отдельные острова (Монтагью, Кадьяк, Туманный) и группы островов. Продвижение против встречного ветра было очень медленным, моряки один за другим заболевали цингой, на судне испытывали нехватку пресной воды.

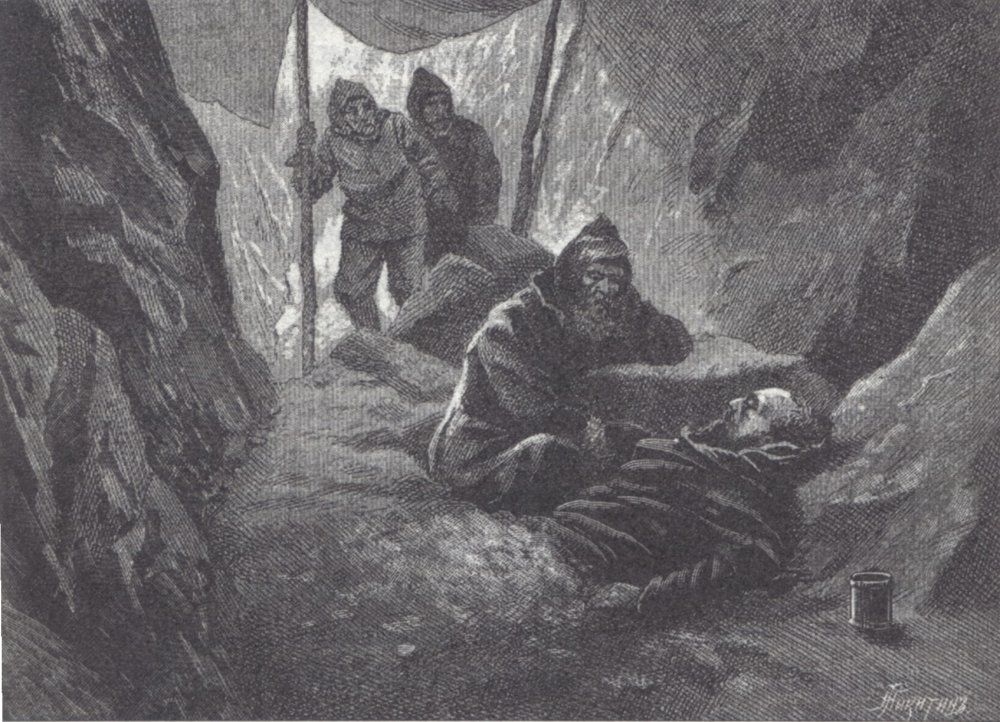
Смерть Витуса Беринга. Рисунок 1898 года

В конце августа «Святой Пётр» в последний раз подошёл к одному из островов, где судно оставалось неделю и где произошла первая встреча с местными жителями — алеутами. На острове был похоронен первый моряк экспедиции, умерший от цинги, Никита Шумагин, в память которого Беринг назвал эти острова.
6 сентября «Святой Пётр» направился прямо на запад через открытое море, вдоль гряды Алеутских островов. В штормовую погоду пакетбот носило по морю, как щепку. Беринг уже был слишком болен, чтобы управлять кораблём. Наконец через два месяца, 4 ноября, с судна заметили высокие горы, покрытые снегом. К этому времени пакетбот практически был неуправляем и плыл «как кусок мёртвого дерева». Моряки надеялись, что они достигли берегов Камчатки. На самом же деле это был лишь один из островов архипелага, который впоследствии назовут Командорскими островами. «Святой Пётр» бросил якорь недалеко от берега, но ударом волны корабль сорвало и перебросило через рифы в глубокую бухту у берега, где волнение не было таким сильным. Это была первая счастливая случайность за всё время плавания. Воспользовавшись ею, команде удалось перевезти на берег больных, остатки провизии и снаряжения.
Другой большой удачей было открытие входившим в состав экспедиции Георгом Стеллером многочисленных стад морских коров, чьё мясо помогло многим морякам пережить зиму.
К бухте примыкала долина, окружённая невысокими горами, уже покрытыми снегом. По долине пробегала небольшая речка с кристально чистой водой. Зимовать пришлось в землянках, накрытых брезентом. Из команды в 75 человек сразу после кораблекрушения и в течение зимы умерло тридцать моряков. Сам капитан-командор Беринг скончался 6 декабря 1741 года. Позднее этот остров будет назван в его честь.

### Наперекор смерти

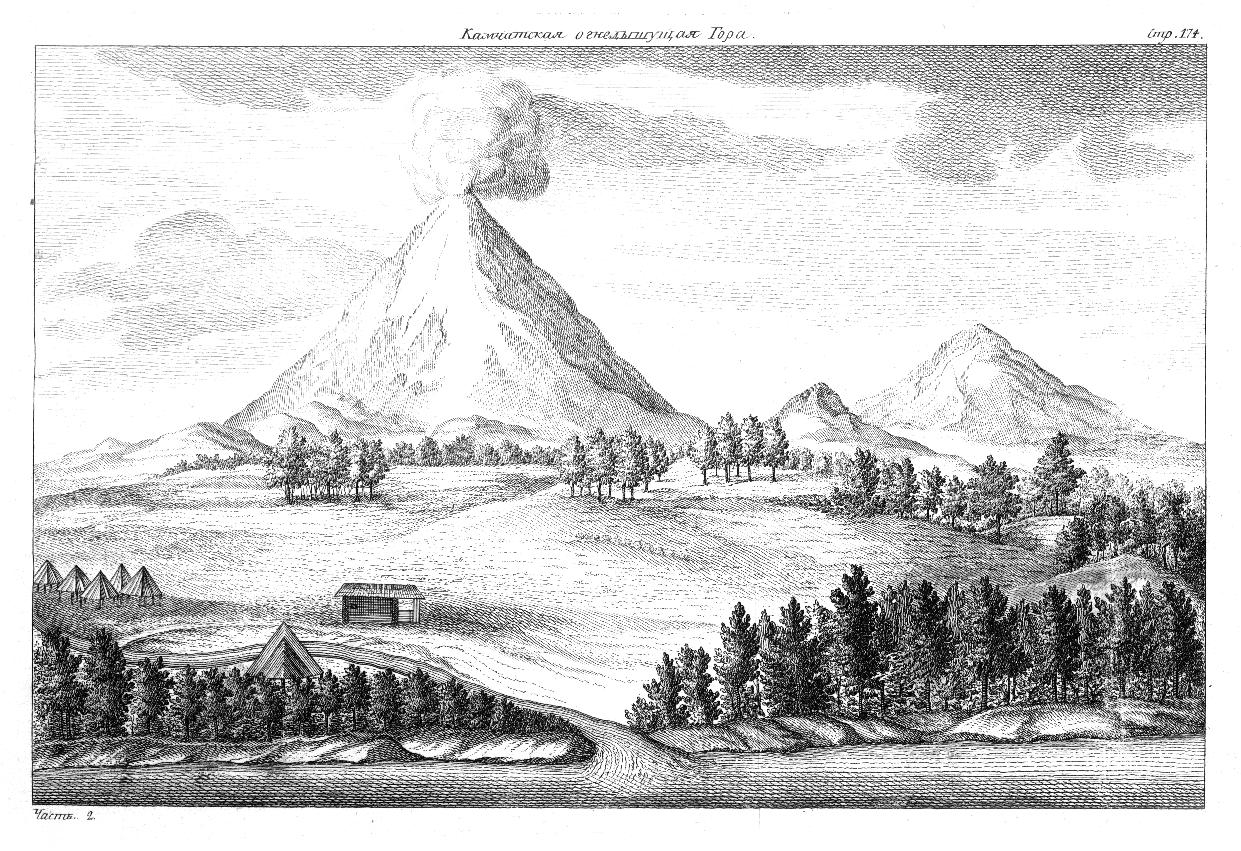
Изображение Камчатки из книги Степана Крашенинникова (1755)

Оставшихся в живых моряков возглавил старший помощник Беринга, швед Свен Ваксель. Пережив зимние бури и землетрясения, команда смогла дотянуть до лета 1742 года. Им опять-таки повезло, что на западном берегу оказалось много выброшенного волнами камчатского леса и обломков дерева, которые можно было использовать как топливо. Кроме того, на острове можно было охотиться на песцов, каланов, морских коров, а с приходом весны — на морских котиков. Охота на этих зверей была очень лёгкой, потому что они совершенно не боялись человека.
Весной 1742 года было начато строительство небольшого одномачтового судна из остатков полуразрушенного «Святого Петра». И опять команде повезло — несмотря на то, что все три корабельных плотника умерли от цинги, а среди морских офицеров специалиста по судостроению не оказалось, бригаду корабелов возглавил казак Савва Стародубцев, судостроитель-самоучка, который во время строительства экспедиционных пакетботов в Охотске работал простым рабочим, а позднее был взят в команду. К концу лета новый «Святой Пётр» был спущен на воду. Он имел гораздо меньшие размеры: длина по килю — 11 метров, ширина — менее 4 метров.
Оставшиеся в живых 46 человек в страшной тесноте вышли в море в середине августа, и уже через четыре дня достигли побережья Камчатки, а ещё через девять дней, 26 августа 1742 года, вышли к Петропавловску.
За свой, без преувеличения, подвиг, Савва Стародубцев был награждён званием сына боярского. Новый гукор «Святой Пётр» ходил в море ещё 12 лет, до 1755 года, а сам Стародубцев, освоив профессию кораблестроителя, построил ещё несколько кораблей.

## Поход «Святого Павла»
После того, как корабли разошлись 20 июня 1741 года, Чириков отказался от поисков земли Делиля и пошёл прямо на восток. 15 июля моряки увидели землю с высокими горами, покрытыми лесом — Америку — на двое суток раньше Беринга, у земель тлинкитов, около острова, впоследствии названного островом Чирикова.
Для поиска места, куда можно было бы поставить судно, была отправлена шлюпка, но подходящего места не нашлось. Тогда корабль снялся и пошёл дальше на восток вдоль берега.
Вторая попытка высадки была предпринята 17 июля под руководством штурмана Абрама Дементьева. Шлюпка не вернулась. 23 июля был замечен огонь, по предположению зажжённый моряками, которые не смогли вернуться на корабль. Им на помощь была направлена вторая, маленькая шлюпка с 4 моряками на борту, из которых двое были плотниками. Лодка пристала к берегу и исчезла так же, как и первая. Предположительно, с ними произошло то же, что и с лодками Лаперуза в 1786 году — потопление водоворотом приливно-отливных течений. Но доказательств этой версии нет, так же как и другой, связанной с нападением индейцев.
После потери обеих шлюпок высадка, как и пополнение запаса воды, стала невозможной. Тем не менее, была предпринята последняя попытка высадиться на плотах. Но подходящей бухты в течение ближайших двух дней так и не было обнаружено, и Чириков созвал совет, на котором было решено немедленно возвращаться обратно на Камчатку.
Во время возвращения дважды встретили местных жителей. Первый раз — как только корабли развернулись на запад, показались лодки индейцев, плывущие навстречу, которые не стали приближаться к кораблю. Второй раз — около одного из Алеутских островов — алеуты подошли вплотную к кораблю, но не стали подниматься. Тем не менее, они помогли морякам — узнав, что на корабле не хватает воды, они привезли её в пузырях в обмен на ножи в соотношении один к одному. Однако, от такой сделки на судне отказались, и пузыри были увезены обратно. Так продолжалось всё время, что "Святой Павел" находился у этого острова.
Потребление воды всё сокращалось, и 21 августа Чириков приказал варить кашу раз в два дня, а вода раздавалась раз в день равными порциями. В середине сентября эта мера была ещё урезана: каша раз в неделю, воды 5 кружек на человека в день, остальное время питались солониной, вареной в морской воде. 
После этого начались массовые заболевания, заболел и Чириков. Командование перешло к штурману Ивану Елагину. В октябре начались смерти от истощения; умерли, в частности, лейтенанты Чихачёв и Плаутинг.
8 октября «Святой Павел» вернулся на Камчатку. Из 68 человек, отправившихся в плавание, вернулось всего 49.

### Плавание 1742 года
25 мая 1742 года, с целью обнаружения корабля Беринга, Чириков с уменьшенной командой снова вышел из Петропавловска к Аляске. Из офицеров с ним отправился только Елагин. Однако, встречные ветры позволили дойти только до острова Атту, после чего «Святой Павел» повернул назад. На обратном пути Чириков нанёс на карту остров святого Юлиана, где и находилась экспедиция Беринга, но которую Чириков там не обнаружил.
1 июля «Святой Павел» вернулся в Петропавловск. В августе судно прибыло в Охотск.

## Память

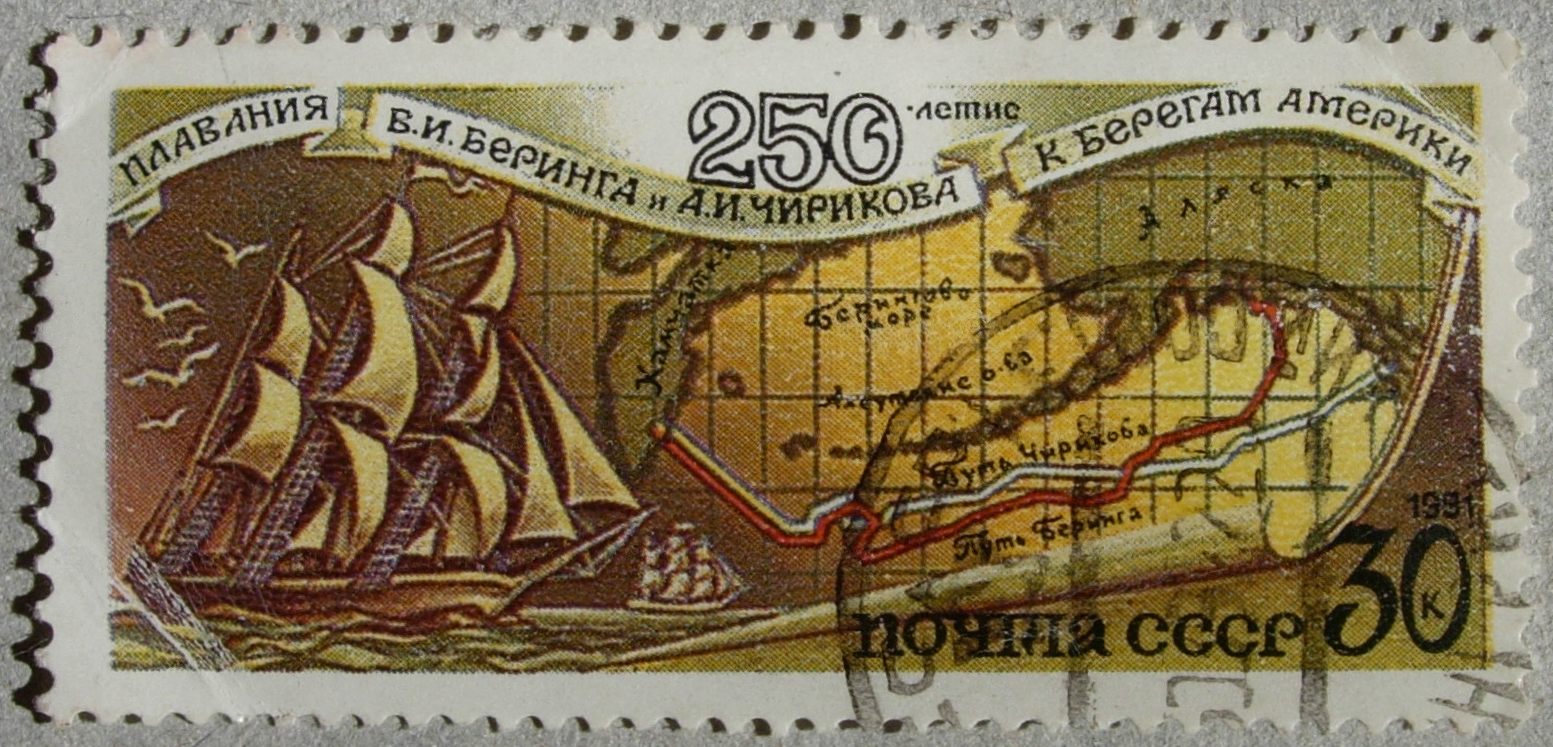
Марка Почты СССР.

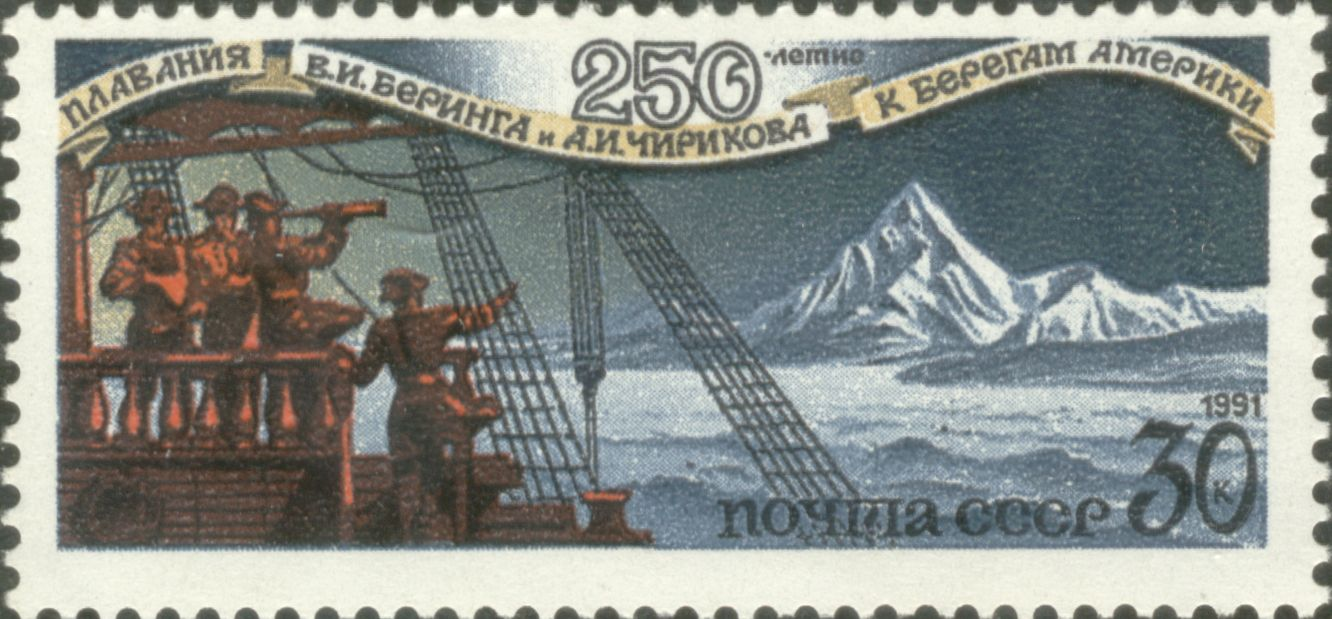
Марка почты СССР

- Марка почты СССРВ 1991 году Почта СССР выпустила марку, посвященную 250-летию плавания к берегам Америки.
- В 1995 году Банком России в серии памятных монет «Исследование Русской Арктики» выпущена монета «Великая северная экспедиция» достоинством 3 руб.
- В 2004 году Банком России выпущена серия памятных монет «2-я Камчатская экспедиция» достоинствами 3, 25 и 100 руб.